# Bartholomew Green (Drucker, 1699)
Bartholomew Green Jr. (* 1699; † 29. Oktober 1751 in Halifax) war der Sohn des gleichnamigen Vaters und 1666 geborenen Bartholomew Green, des Druckers der Zeitung The Boston News-Letter.
Green heiratete am 19. November 1724 Hannah Hammond, mit der er fünf Kinder hatte. Er ging bei seinem Vater in die Lehre, bis er 1725 seine eigenen Wege ging. Fast unmittelbar nach Verlassen des elterlichen Betriebs begann er, die Boston Gazette zu drucken, die somit eine Konkurrenz für den The Boston News-Letter des Vaters wurde. Er setzte den Druck dieser Zeitung bis 1732 fort. Er arbeitete mit dem Unternehmen von John Bushell, Allen und Green zusammen, die qualitativ hochwertige Drucke fertigten, was ihm zu einem guten Ruf verhalf.
Als er Mitglied einer im Jahr 1744 eingesetzten Kommission der britischen Armee wurde, scheint dieses sein Geschäft beeinträchtigt zu haben, so dass er 1751 nach Halifax zog, wo er im September an Bord des Schiffes Endeavor ankam, um dort ein Druckereigeschäft zu eröffnen. Dieses Geschäft war somit das erste Unternehmen dieser Art auf dem Gebiet des heutigen Kanada. Allerdings starb Green, noch bevor die Zeitungsproduktion beginnen konnte. Einer seiner Partner, John Bushell, begann dann mit der Herausgabe, so wie Green es geplant hatte. Er nannte die Zeitung Halifax Gazette.
Green starb in Halifax und es hat den Anschein, dass seine beiden Söhne, die auch Drucker waren, niemals in das operative Geschäft der Zeitung einbezogen waren. Greens Tochter Mary war die Mutter des bedeutenden US-amerikanischen Journalisten und Autors Joseph Dennie.